# Mercedes-Benz G 3a
Le Mercedes-Benz G 3a est un camion militaire léger et tout-terrain à trois essieux. Le véhicule a été construit de 1933 à 1938 avec différentes carrosseries et à plus de 2000 unités. Dans la Wehrmacht, le véhicule était classé Kfz. 61 - 64.

## Technologie
Le G 3a est doté d'un cadre en échelle en forme de U. L'essieu avant est un essieu rigide suspendu à des demi-ressorts à lames. Les deux essieux arrière sont également des essieux rigides et sont suspendus sur deux demi-ressorts communs. Alors que les roues avant ont des pneus simples, les roues arrière peuvent avoir des pneus doubles. Les pneus sont des pneus tout-terrain de taille 6-20. Le véhicule est ralenti par un système de freinage à commande hydraulique, la force de freinage agit sur les six roues. Le frein à main, quant à lui, n'agit que sur les roues du train avant arrière. Le véhicule est dirigé avec une direction à broche. La puissance motrice est transmise via un embrayage monodisque à sec et une boîte de vitesses à quatre rapports avec arbre intermédiaire, d'où la puissance est envoyée aux deux essieux arrière avec différentiels à glissement limité. Le moteur est le moteur essence six cylindres M 09 de Mercedes-Benz, il est refroidi par eau et il a des soupapes verticales et un vilebrequin à sept paliers. L'arbre à cames entraîné par pignon droit est situé dans le carter. Le mélange air-carburant est préparé par deux carburateurs. La tension de bord du véhicule est de 12 V.

## Production G 3
| Année | 1929 | 1930 | 1931 | 1932 | total |
| ----- | ---- | ---- | ---- | ---- | ----- |
| G 3   | 6    | 12   | 49   | 25   | 92    |

## Production G 3a
| Année | 1933 | 1934 | 1935 | 1936 | 1937 | 1938 | total |
| ----- | ---- | ---- | ---- | ---- | ---- | ---- | ----- |
| G 3a  | 152  | 703  | 1131 | 130  | 371  | 200  | 2687  |

 Un G 3a a été exporté en 1937.